# Calea ferată Alunu–Seciurile
Calea ferată Alunu–Seciurile, o secție feroviară nefinalizată care urma să completeze magistrala București–Târgu Jiu.
În a doua parte a anilor 1980 s-a dat startul construcției unui tronson de 8 km de cale ferată între localitățile Alunu din județul Vâlcea și Seciurile din județul Gorj. Pe plan local, în conexiune cu calea ferată Băbeni–Alunu și calea ferată Târgu Cărbunești–Seciurile, acest tronson urma să realizeze o legătură feroviară directă între Râmnicu Vâlcea și Târgu Jiu, iar pe plan național, împreună cu tronsonul Vâlcele–Bujoreni Vâlcea, urma să reducă distanța dintre București și Petroșani cu 91 km. Lucrările la tronsonul Alunu–Seciurile au demarat în anul 1987, abordându-se mai întâi cele mai complexe lucrări de artă de pe traseu: construcția Viaductului Alunu (Poziție pe hartă) și săparea a trei tuneluri (Roșia, Seciuri și Dobrana). Termenul de finalizare a lucrării era anul 1991. Până în 1989 au fost ridicate pilele viaductului, montat parțial tablierul, străpuns Tunelul Seciuri, străpuns și finalizat Tunelul Roșia (ambele în lungime de circa 600 m), străpuns parțial (circa 550 m) Tunelul Dobrana și realizate câteva porțiuni de terasament.
Lucrările la acest tronson de cale ferată au fost abandonate după 1990. Scutul de săpat folosit pentru executarea Tunelului Dobrana a fost părăsit în interiorul galeriei și componente ale lui au fost furate. Alunecările de teren datorate exploatărilor de cărbune de suprafață din zonă au distrus o parte din terasamentele executate și o parte din stația Seciurile.